# ريتش وينغو
ريتش وينغو (بالإنجليزية: Rich Wingo)‏ هو لاعب كرة قدم أمريكية وسياسي أمريكي، ولد في 16 يوليو 1956 في إلخارت في الولايات المتحدة. حزبياً، نشط في الحزب الجمهوري. وقد انتخب عضو مجلس نواب ألاباما.